# Raad Buitenlandse Zaken
De Raad Buitenlandse Zaken (RBZ) is een configuratie van de Raad van de Europese Unie. De raad vergadert één keer per maand. De configuratie bestaat uit voornamelijk de ministers van Buitenlandse Zaken van de lidstaten van de Europese Unie. In bepaalde gevallen kan het voorkomen dat de lidstaat wordt vertegenwoordigd door de minister van Europese Zaken, de minister van Defensie, de minister van Ontwikkelingssamenwerking of de minister van Handel. De raad wordt voorgezeten door de hoge vertegenwoordiger van de Unie voor Buitenlandse Zaken en Veiligheidsbeleid. Sinds december 2024 wordt deze positie bekleed door Kaja Kallas.
De voornaamste taak van de raad is het overeenkomen van een gemeenschappelijk buitenlands en veiligheidsbeleid.

## Leden
|  |  | Naam                    | Lidstaat      | Sinds             |
|  |  | ----------------------- | ------------- | ----------------- |
|  |  | Kaja Kallas             | Europese Unie | 1 december 2024   |
|  |  | Maxime Prévot           | België        | 3 februari 2025   |
|  |  | Georg Georgiev          | Bulgarije     | 16 januari 2025   |
|  |  | Konstantínos Kómbos     | Cyprus        | 1 maart 2023      |
|  |  | Lars Løkke Rasmussen    | Denemarken    | 15 december 2022  |
|  |  | Johann Wadephul         | Duitsland     | 6 mei 2025        |
|  |  | Margus Tsahkna          | Estland       | 17 april 2023     |
|  |  | Elina Valtonen          | Finland       | 20 juni 2023      |
|  |  | Jean-Noël Barrot        | Frankrijk     | 21 september 2024 |
|  |  | Giorgos Gerapetrites    | Griekenland   | 27 juni 2023      |
|  |  | Péter Szijjártó         | Hongarije     | 23 september 2014 |
|  |  | Simon Harris            | Ierland       | 23 januari 2025   |
|  |  | Antonio Tajani          | Italië        | 22 oktober 2022   |
|  |  | Gordan Grlić-Radman     | Kroatië       | 22 juli 2019      |
|  |  | Baiba Braže             | Letland       | 19 april 2024     |
|  |  | Kęstutis Budrys         | Litouwen      | 12 december 2024  |
|  |  | Xavier Bettel           | Luxemburg     | 17 november 2023  |
|  |  | Ian Borg                | Malta         | 30 maart 2022     |
|  |  | Caspar Veldkamp         | Nederland     | 2 juli 2024       |
|  |  | Beate Meinl-Reisinger   | Oostenrijk    | 3 maart 2025      |
|  |  | Radosław Sikorski       | Polen         | 13 december 2023  |
|  |  | Paulo Rangel            | Portugal      | 2 april 2024      |
|  |  | Emil Hurezeanu          | Roemenië      | 23 december 2024  |
|  |  | Tanja Fajon             | Slovenië      | 1 juni 2022       |
|  |  | Juraj Blanár            | Slowakije     | 25 oktober 2023   |
|  |  | José Manuel Albares     | Spanje        | 12 juli 2021      |
|  |  | Jan Lipavský            | Tsjechië      | 17 december 2021  |
|  |  | Maria Malmer Stenergard | Zweden        | 10 september 2024 |